# شركة كيه سي سي
شركة كيه سي سي (أعيدت تسميتها من شركة كيومكانج كوريا للكيماويات المحدودة. في 25 فبراير 2005) هي شركة كورية لتصنيع المواد الكيميائية وقطع غيار السيارات ، ومقرها في سيول ، كوريا الجنوبية .